# 湯崎英彦
湯﨑 英彦（ゆざき ひでひこ、1965年〈昭和40年〉10月4日 - ）は、日本の通産官僚、実業家、経営コンサルタント、政治家。広島県知事（公選第17・18・19・20代）。アッカ・ネットワークス創業者。広島県広島市佐伯区出身。無所属。

## 経歴
広島県佐伯郡五日市町（現在の広島市佐伯区）生まれ。父は社会学者、広島大学総合科学部の元教授、湯崎稔。1978年、五日市町立南小学校（現在の広島市立五日市南小学校）卒業。1981年、広島大学附属中学校卒業。1985年、広島大学附属高等学校卒業。高校在学時交換留学にて米国カリフォルニア州サクラメントに1年間留学）。1990年東京大学法学部卒業後、通商産業省入省。通商産業省機械情報産業局総務課及び自動車課（通商問題担当）、中小企業庁計画部計画課総括係長。1995年、スタンフォード大学経営大学院（MBA）修了（国費留学）。1995年、資源エネルギー庁原子力産業課課長補佐。1997年、通商政策局米州課課長補佐。1998年、イグナイト・グループ（米国シリコンバレーベンチャーキャピタル）出向。2000年退官。同年、株式会社アッカ・ネットワークス設立、同社代表取締役副社長（2005年JASDAQ上場）。2008年、Office Y（アドバイザリー/コンサルティング業務）設立。
2009年、広島県知事選挙に立候補。県議会の自民党最大会派や民主党会派の支援を受けて、投票者数の半数を超える、395,638票を得て初当選。2013年、広島県知事選挙に立候補して2選。自民党、公明党、民主党の推薦を受けて選挙に臨み、再選。2017年、広島県知事選挙に立候補。自民党、公明党、民進党の推薦を受けて選挙に臨み、3選。2021年、広島県知事選挙に立候補し4選。
2025年8月19日に｢2025年11月9日に実施される広島県知事選挙に立候補しない意向を周辺に伝えている｣と各社で報じられ、20日の県庁で実施した記者会見にて「4期は一つの区切りだ」と述べ、立候補しないことを正式表明した。

## 広島県知事としての取り組み
- 2009年、知事就任直後に福山市の鞆の浦景観訴訟に関して現地に赴き、現地住民の意見を聞いた。同年11月、鞆の浦埋立て架橋計画見直しを示唆した。
- 2010年10月19日、予定される第3子誕生後に、都道府県知事として初の「育児休暇」を取る意向であることが報じられた[9]。第3子が誕生した同月26日に最初の「育児休暇」を取り、「イクメン」首長のひとりとして注目されたが、大阪府の橋下徹知事から批判されるなど、賛否両論の反応があった[10]。同年11月29日の県知事の定例記者会見で、10月26日から11月25日までの1カ月の間に取得した育児休暇は、計12日間でのべ約20時間であったことを公表し、育児の重要性をPRする上での効果があったとの自己評価を示した。一連の「休暇」取得終了後は、通常の執務体制に戻した[11]。日本放送協会が11月19日から3日間に行った、広島県内に住む無作為抽出の20歳以上の男女を対象にした電話世論調査では、知事の育児休暇について「賛成」が53％。「反対」が22％。「どちらともいえない」が21％[12] 。
- 2010年10月に2011年度以降、県の管理職に年俸制を適用すると発表した。これは全国の都道府県初の試みである。湯崎は官僚と民間企業双方での勤務経験があり、民間の成果主義を県政にも反映させようとしている。
- 2012年、「おしいは、おいしいの、一歩手前。」というキャッチコピーを用い、観光大使の有吉弘行氏を中心とした「おしい！　広島県」観光プロモーションが話題となる[13]。
- 2017年3月、ローマ法王庁でパロリン国務長官と面会し、核兵器廃絶に向けた連携等について協議するとともに、教皇の一般謁見にも参列し、教皇の広島訪問を招請[14]。その後、2019年11月に38年ぶりの来広が実現[15]。
- 2017年7月、横浜市立中川西中学校長の平川理恵と面会し、広島県教育委員会の教育長職を打診。平川は翌2018年4月、同教育長に就任[16]。不登校対策に力を入れ、2019年から県下の小中学校に「スペシャルサポートルーム」（SSR）を設置した[17]。
- 前任の知事藤田雄山は広島市市長の秋葉忠利と非常に関係が険悪で、広島県知事と広島市長のトップ会談は長らく開催されていなかったが、湯﨑は知事就任早々、秋葉と会談し関係改善を図った。秋葉の後任である松井一實市長とも同じ様に県と市の連携を深めていくことで合意している（湯崎は父が原爆の研究者、松井は被爆二世ということもあり、平和活動・核廃絶活動でも協力していくことを確認した）。
- 2019年4月、「答えのない課題を見つけ、解決する力を身につける」モデル校と位置付け、広島県の教育全体で学びを変える波及効果を狙い、大崎上島町に全寮制の県立中高一貫校「広島叡智学園」を開校[18]。
- 2020年に日鉄日新製鋼呉製鉄所の全面閉鎖のアナウンスメントが親会社の日本製鉄によりなされたことを受け、日鉄日新製鋼の柳川欽也代表取締役社長との面会を行い、「事前に情報提供もなく、決定事項として発表したのは遺憾」と対応を激しく批判した[19][20]。
- 2020年4月21日、新型コロナウイルス感染症の緊急経済対策として県職員が国から受け取る特別定額給付金の10万円を、県の対策事業の財源に活用したい考えを表明した[21]。4月22日、批判を受け「誤解を与える表現だった」として事実上、給付金の活用を撤回した[22]。しかし、財源捻出の選択肢の一つとして、県職員に何らかの協力を要請するか検討する考えを示した[23]。
- 2021年、新型コロナの感染拡大を防ぐため、広島市内でおよそ80万人が対象となる大規模なPCR検査の実施を発表した。その後、感染の収束を踏まえ、大規模検査の実施は保留したうえで、今後に備え、規模を大幅に縮小した試験的な検査を行うことを発表[24]。
- 2022年、G7広島サミットにあわせ、各国首脳と被爆者の対話の実現を岸田首相に直接働きかけ、各国首脳へ平和の問題を深く考えてもらう土台として被曝の実態に触れることに尽力した[25]。
- 2022年11月、医師不足の解消や中山間地域への円滑な医師派遣を目指し、高度医療や人材育成を担う拠点づくりとして広島都市圏の8病院を再編して新病院を建設する基本構想を発表。約1,000病床を整備する予定で、2030年の開院を目指すとしている[26]。
- 2024年8月、平和記念式典での挨拶において、世界で続く戦争に触れた場面について、式典を中継したＮＨＫの映像が参列者のイスラエル駐日大使の姿を映し出していたことから、パレスチナ自治区ガザを攻撃するイスラエルを非難した言葉ではないかと推測する投稿がSNSに相次いだ。湯崎は「特定の国を名指ししたものではない」と否定[27]。
- 2025年4月、国際平和拠点ひろしま構想」を具体化する取組の１つとして、各国の核軍縮・核不拡散・核セキュリティに向けた取組状況を国内外に発信することで、国際社会における核兵器廃絶のプロセスを着実に進める機運醸成を図る目的で、毎年「ひろしまレポート」をとりまとめている[28]。
- 2025年2月、共働きが増加する中で女性に家事や育児などの負担が偏っているとして、企業など社会全体で男女問わず協力して家事や子育てを行う「共育て」を推進する機運の醸成や環境の整備を図る必要があるとして、より強力に男性の家事・育児の参画を促す「男性活躍推進条例」を制定する方針を表明[29]。

## 人物像・エピソード

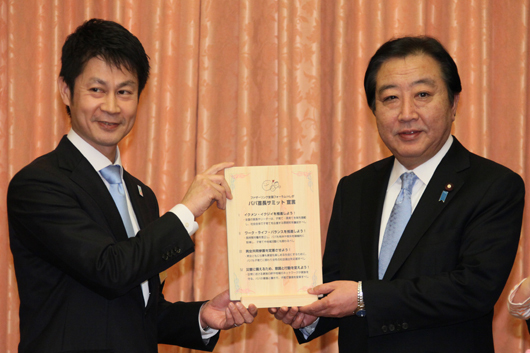
2012年3月20日、首相公邸にて内閣総理大臣の野田佳彦と

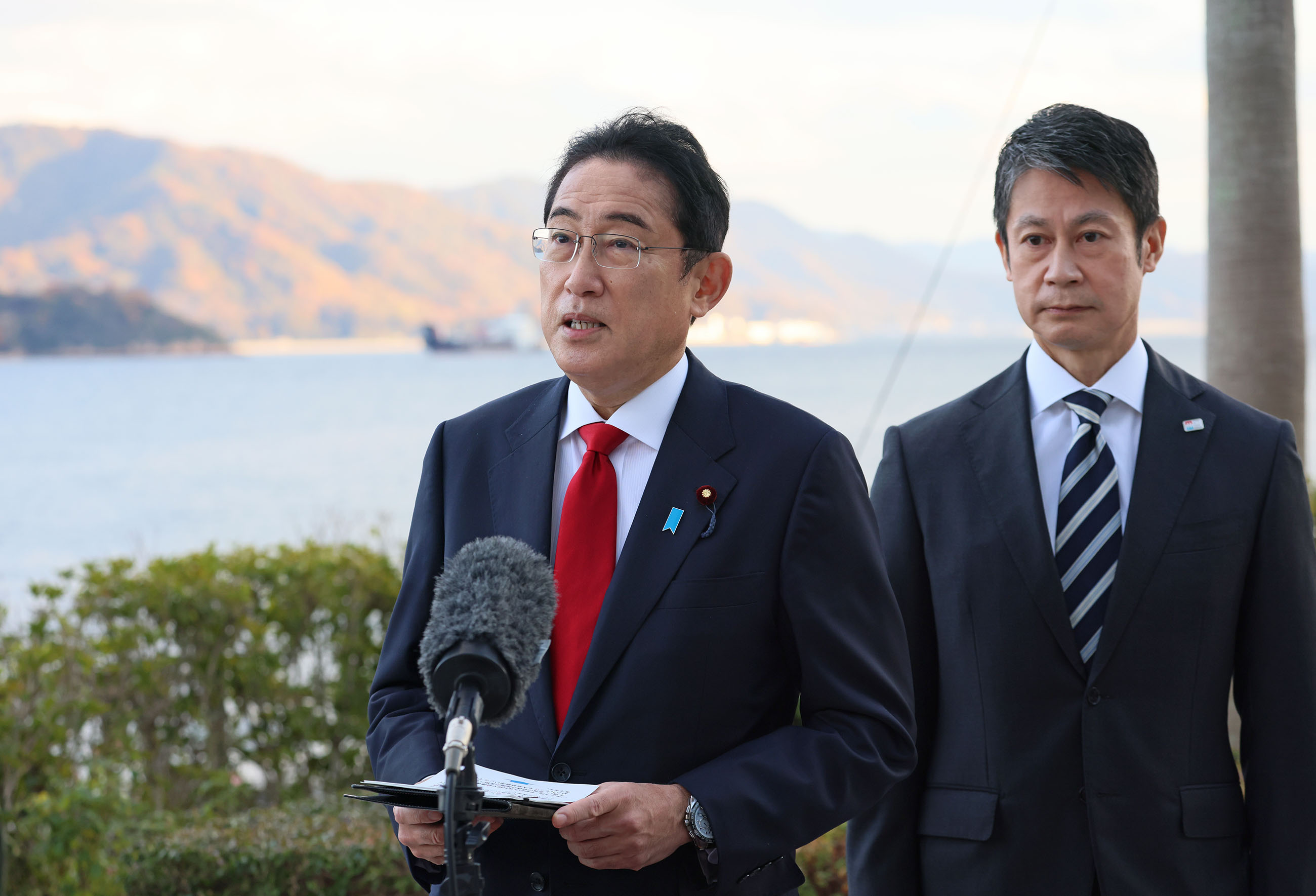
2022年12月11日、広島市にて内閣総理大臣の岸田文雄と

- 趣味はスキー、キャンプ、マウンテンバイク、トレッキング[30][31]。
- 座右の銘は「志と覚悟」[30]。
- 高校時代、高校交換留学にてアメリカのカリフォルニア州サクラメントに1年間留学[30]。
- 高校3年生の時には体育祭団長を務めた[30]。
- 学生時代は女性に人気だったようで、女子高の文化祭でライバル進学校の生徒だった"吉川晃司に睨まれた"を自慢にしている[32]。
- 「その時々にやるべきことをやり遂げる」が信念[33]。

## 政治資金
2021年12月、自身の後援会が、2013年と2014年に、東京都の会社役員から、政治資金規正法の上限を実質的に超える年300万円ずつの寄付金を受け取っていたことが分かった。

## 広島県知事選挙への不出馬表明
2025年8月19日、同年11月実施予定の広島県知事選挙へ出馬しない意向を周囲に伝えていると各社が報じた。湯崎は後日の会見で「4期16年を務め、そろそろ退任だと考えた」などと発言し、不出馬を正式表明した。
湯崎は初当選した際の選挙戦で多選について批判的な考えを示しており、5期目については「考え方が硬直化してしまうこともあり得る」と懸念点を口にし、多選の弊害も意識したとみられる。
政治活動は今後も続ける意向を示し、衆院選や広島市長選への挑戦の可能性を記者から問われると、「今後考える話だ」と繰り返し、肯定も否定もしなかった。
各界の反応として、14年間まちづくりやG7広島サミットなどで湯崎と連携してきた広島市の松井一實市長は、「長年にわたり広島県政をけん引されてきたご尽力に敬意を表します。湯崎知事の今後のご健勝とご活躍を心よりお祈り申し上げます」とコメントした。
広島商工会議所の池田晃治会頭は「突然のことで大変驚いている。熟慮された上での決断だと思うが、長年にわたり広島県の舵取りを担い、スタートアップ支援をはじめとする産業振興、観光プロモーションなど、広島県の発展に尽力されてた功績に深く敬意を表し感謝を申しあげたい」とコメントした。
広島県議会の中本隆志議長は｢まさかこのタイミングだとは想定していなかった。知事は任期を重ね、強いリーダーシップで自分が提案したことを実行してきた。続けると思っていたから衝撃を受けた」とコメントした。